# Brugg

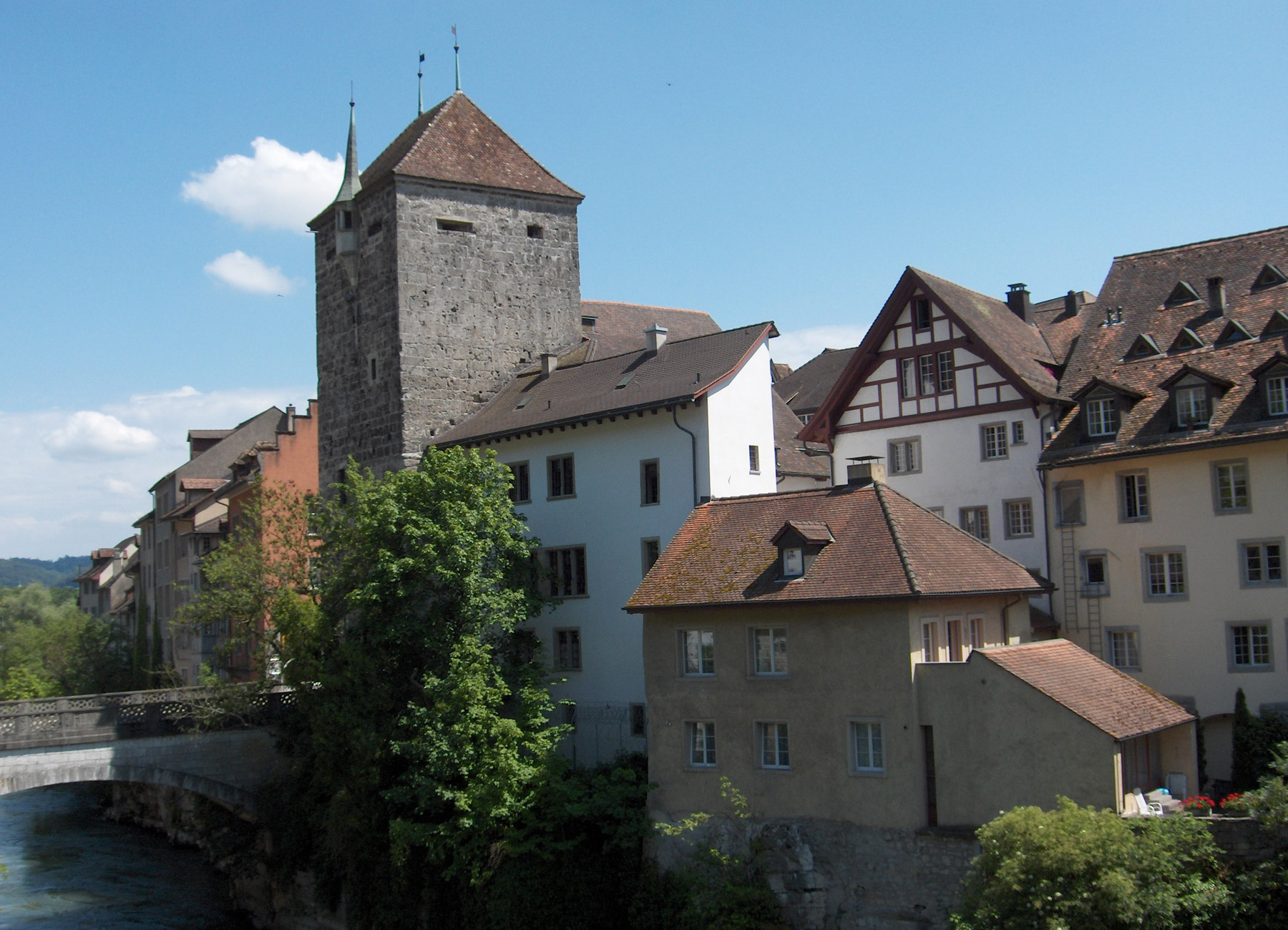
Schwarzer Turm ("Svarta tornet") i Brugg.

Brugg är en stad och kommun i distriktet Brugg i kantonen Aargau i Schweiz. Kommunen har 13 288 invånare (2023). Brugg är huvudort i distriktet med samma namn.
Staden är sammanvuxen med grannorten Windisch. I nordöstra delen av kommunen ligger Lauffohr och strax sydväst om stadskärnan ligger Altenburg bei Brugg.
Den 1 januari 2010 inkorporerades kommunen Umiken in i Brugg och den 1 januari 2020 skedde detsamma med kommunen Schinznach-Bad.
Namnet Brugg betyder bro på schweizertyska och syftar på att staden en gång grundades av habsburgarna i anslutning till en bro över floden Aare som flyter genom staden. Från 1415 till 1798 var Brugg underställt staden Bern och hör därefter till kantonen Aargau. I dag är Brugg huvudort för det schweiziska bondeförbundet och en fackhögskola, samt en kasern för ingenjörstrupper.

## Ekonomi
I Brugg finns ungefär 7 300 arbetsplatser, varav mindre än 1 procent inom jordbruket, 26 procent inom industrin och 73 procent inom servicesektorn. Mer än en tredjedel av arbetsplatserna finns i huvudorten, dit en stor del av de anställda pendlar.

## Demografi
Kommunen Brugg har 13 288 invånare (2023). En majoritet (84,3 %) av invånarna är tyskspråkiga (2014). 26,8 % är katoliker, 30,3 % är reformert kristna och 42,9 % tillhör en annan trosinriktning eller saknar en religiös tillhörighet (2014).